# 203P/Корлевича
Комета Корлевича (203P/Korlevic) — слабая короткопериодическая комета из семейства Юпитера, которая была обнаружена 28 ноября 1999 года хорватским астрономом Корадо Корлевичем с использованием 0,41-метрового телескопа Вишнянской обсерватории. Она была описана как диффузный объект 17,9 m. Первоначально, она была принята за астероид, хоть и со слегка размытой формой. Окончательно кометную природу удалось подтвердить в феврале 2000 года. Активно наблюдалась при каждом своём возвращении. Комета обладает сравнительно коротким периодом обращения вокруг Солнца — чуть более 10 лет.

Орбита кометы Корлевича и её положение в Солнечной системе

### Сближения с планетами
В течение XX и XXI веков комета должна дважды подойти к Юпитеру ближе, чем на 1 а.е.
- 0,30 а. е. от Юпитера 29 сентября 1997 года;
- 0,75 а. е. от Юпитера 18 октября 1954 года.